# 재상
재상(宰相, Chancellor)은 군주제에서 군주의 국정을 보좌하는 최고 책임자를 뜻한다. 재신(宰臣)이라고도 한다.
일반적으로 근대 이전의 내각 수반을 의미하며, 근대 이후에는 행정부의 장(長)이라는 의미로 수상(首相, prime minister)이라는 칭호가 주로 사용된다. 총리의 의미로 쓰는 명칭은 각국마다 약간씩 다르다. Chancellor, Chief Executive, Chief Minister, First Minister, Minister of State, Secretary of State, Premier, Prime Minister 등이 모두 총리를 가리키는 말이다.

## 어원
중국어로 재상의 재는 제사에 쓸 동물을 잡고 제사 고기를 배분하는 사람을 뜻하며, 상은 고대에 의식을 진행하고 손님을 접대하는 사람을 의미하였다.

## 외교
상호간의 수도에 설치하는 최고위급 외교 공관은 대사관인데, 대사관은 Chancellor의 사무소라는 의미에서 Chancery라고 부른다.

## 같이 보기
- 수상